# Bahnhof Shiojiri
Der Bahnhof Shiojiri (jap. 塩尻駅 Shiojiri-eki) ist ein Bahnhof auf der japanischen Insel Honshū. Er wird gemeinsam von den Bahngesellschaften JR Central und JR East betrieben. Der bedeutende Verkehrsknotenpunkt befindet sich in der Präfektur Nagano auf dem Gebiet der Stadt Shiojiri, inmitten der Japanischen Alpen. Auf einem der Bahnsteige wird Weinbau betrieben.

## Verbindungen
Shiojiri ist ein Trennungsbahnhof an der Chūō-Hauptlinie, einer der bedeutendsten Bahnstrecken Japans, die von Nagoya durch das Bergland der Japanischen Alpen nach Tokio führt. Auf dieser Bahnstrecke ist Shiojiri die Grenzstelle zwischen den Zuständigkeitsbereichen von JR East auf dem östlichen und von JR Central auf dem westlichen Teil. Ebenso zweigt hier die Shinonoi-Linie in Richtung Nagano ab.
Im Fernverkehr bietet JR East den Schnellzug Azusa an, der im Stundentakt von Shinjuku über Kōfu, Okaya und Shiojiri nach Matsumoto fährt. Je ein Zugpaar täglich verbindet den Bahnhof Tokio mit Matsumoto, Shinjuku mit Minami-Otari (an der Ōito-Linie) sowie Chiba mit Matsumoto. JR Central wiederum betreibt die stündlichen Shinano-Schnellzüge, die den Bahnhof Nagoya mit Nakatsugawa, Shiojiri, Matsumoto und dem Bahnhof Nagano verbinden. Durchgehende Verbindungen zwischen dem westlichen und östlichen Teil der Chūō-Hauptlinie gibt es hingegen keine, mit Ausnahme vereinzelter touristischer Ausflugszüge.
Im Nahverkehr fahren JR-East-Regionalzüge im angenäherten Halbstundentakt von Matsumoto über Shiojiri und Okaya nach Kōfu. In einzelnen Fällen fahren sie ab Nagano, in anderen von Kōfu aus weiter nach Ōtsuki und Takao. Zusätzlich gibt es einzelne durchgehende Zugläufe von Shiojiri über Okaya und Tatsuno auf die Iida-Linie in Richtung Iida und Tenryūkyō. Die alte Streckenführung der Chūō-Hauptlinie zwischen Shiojiri und Tatsuno wird alle ein bis drei Stunden befahren, der westliche Abschnitt nach Nakatsugawa alle ein bis zweieinhalb Stunden. Vom Bahnhofsvorplatz aus verkehren vier Linien des städtischen Busbetriebs.

## Anlage
Der Bahnhof steht an der Grenze zwischen den Stadtteilen Daimon im Westen und Daimon-Hachibanchō im Osten. Das Stadtzentrum rund um das Rathaus liegt etwa einen halben Kilometer östlich, im Westen erstrecken sich Wohnviertel, während im Süden ein ausgedehntes Industriegebiet zu finden ist. Die ebenerdige Anlage ist von Norden nach Süden ausgerichtet und umfasst sechs Gleise, die alle dem Personenverkehr dienen. Diese liegen an drei Mittelbahnsteigen, die zum größten Teil überdacht sind. Darüber erstreckt sich nahe dem südlichen Ende das Empfangsgebäude in Form eines breiten Reiterbahnhofs, in dem die Publikumsanlagen und mehrere Läden zu finden sind. Der Zugang zu den Bahnsteigen erfolgt mittels Treppen und Aufzügen.
Ein prägendes Merkmal der weitläufigen Anlage ist ein großes Gleisdreieck, das unmittelbar bei den südlichen Bahnsteigenden beginnt. Dort trifft die von Norden her kommende Shinonoi-Linie auf die in Ost-West-Richtung verlaufende Chūō-Hauptlinie. Auf der Fläche innerhalb des Gleisdreiecks befindet sich ein Lokomotivdepot von JR Freight. Es ist an den östlichen Ast der Chūō-Hauptlinie angeschlossen und umfasst acht fächerförmig angeordnete Gleise für das Abstellen von Güterzuglokomotiven sowie mehrere Personalgebäude. Bis 1982 stand der Personenbahnhof südöstlich des heutigen Gleisdreiecks, seither werden sieben dort befindliche Gleise als Abstellanlage genutzt. Unmittelbar östlich davon verzweigt sich die Chūō-Hauptlinie in zwei Streckenäste: Der nördliche führt durch den Enrei-Tunnel nach Okaya, der südliche entspricht der alten Streckenführung und macht einen großen Umweg über Tatsuno.
Im Fiskaljahr 2019 nutzten durchschnittlich 4351 Fahrgäste täglich den Bahnhof.

## Bilder

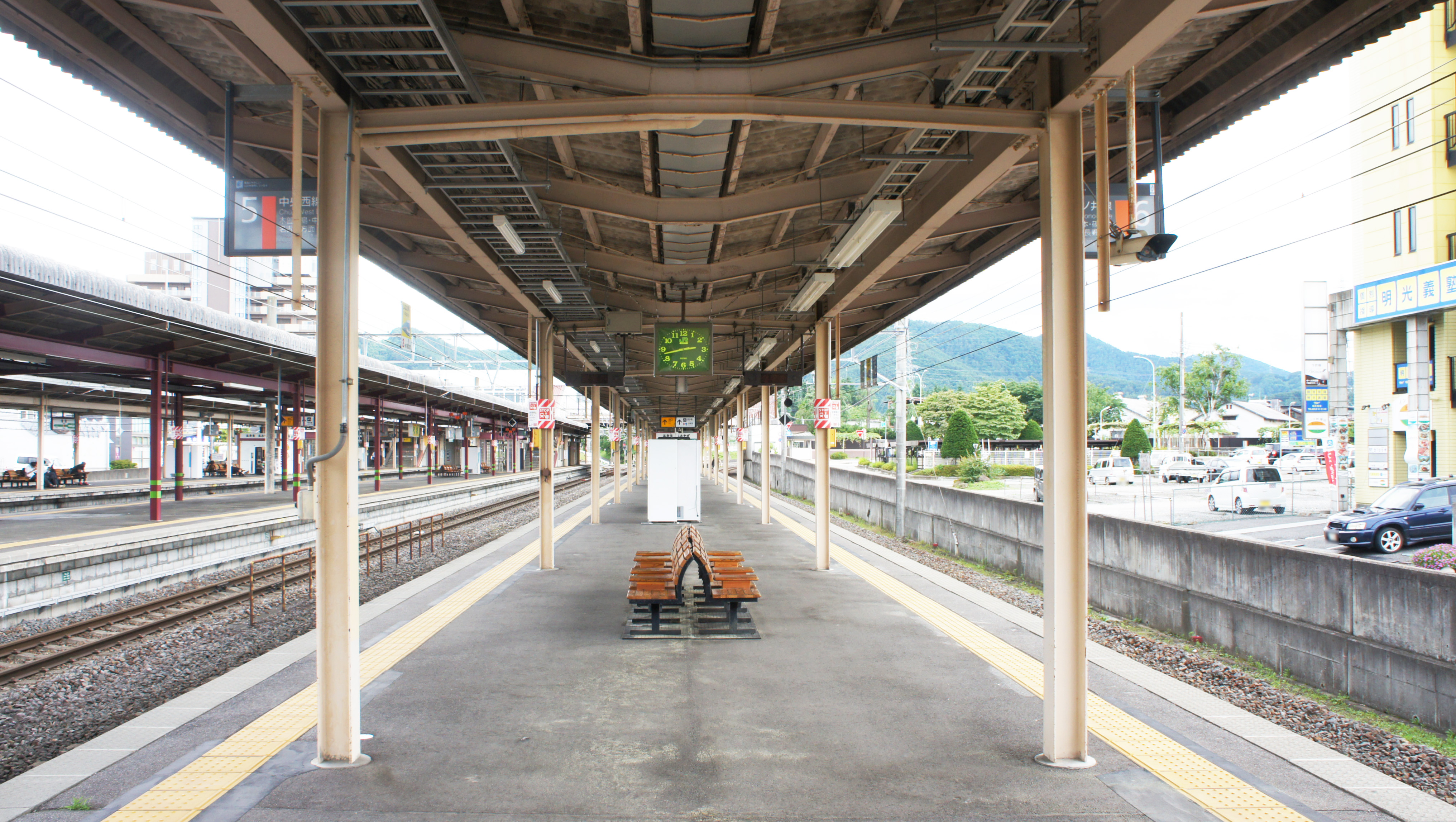
Bahnsteig (Gleise 5/6)
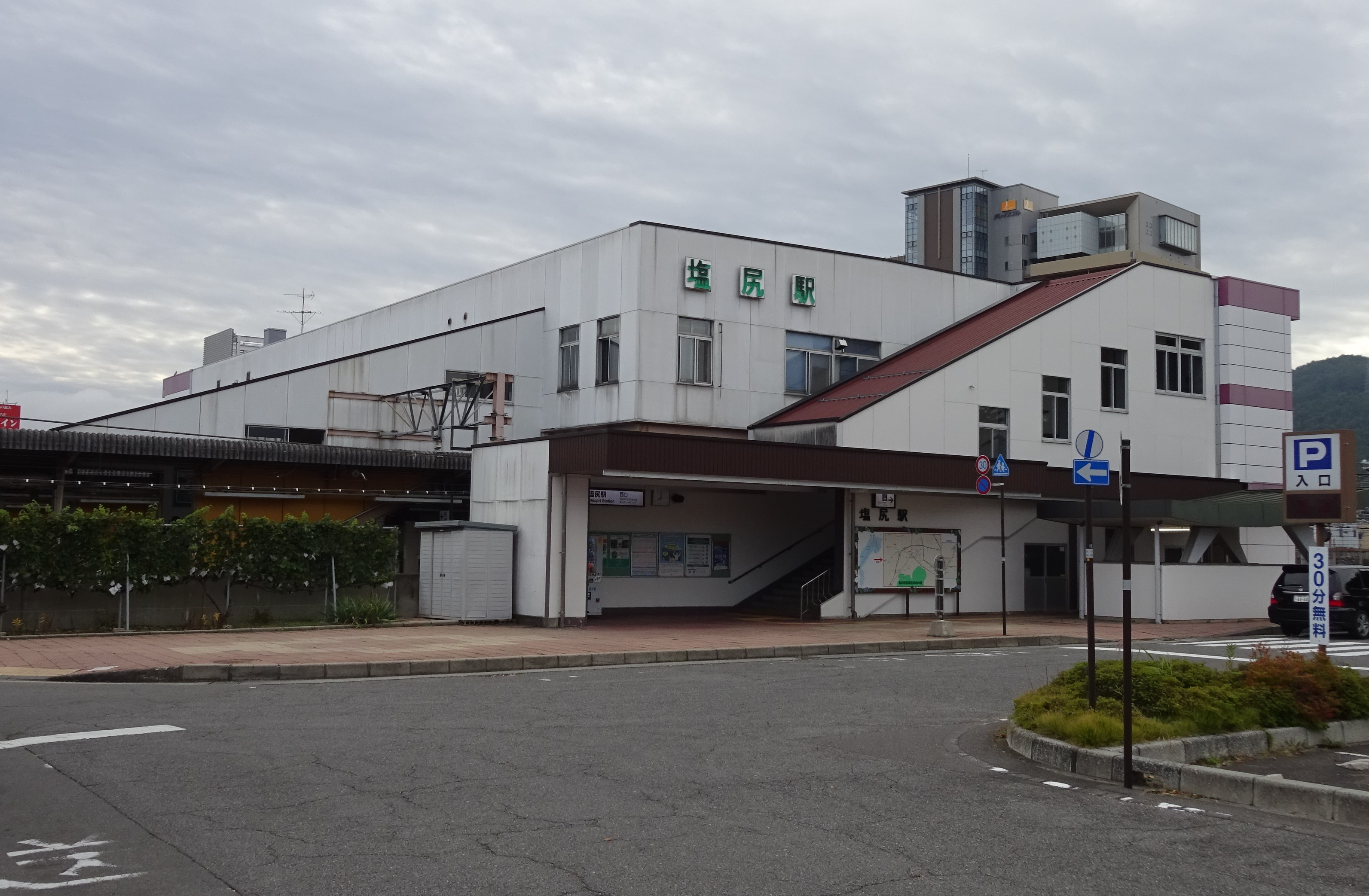
Westeingang
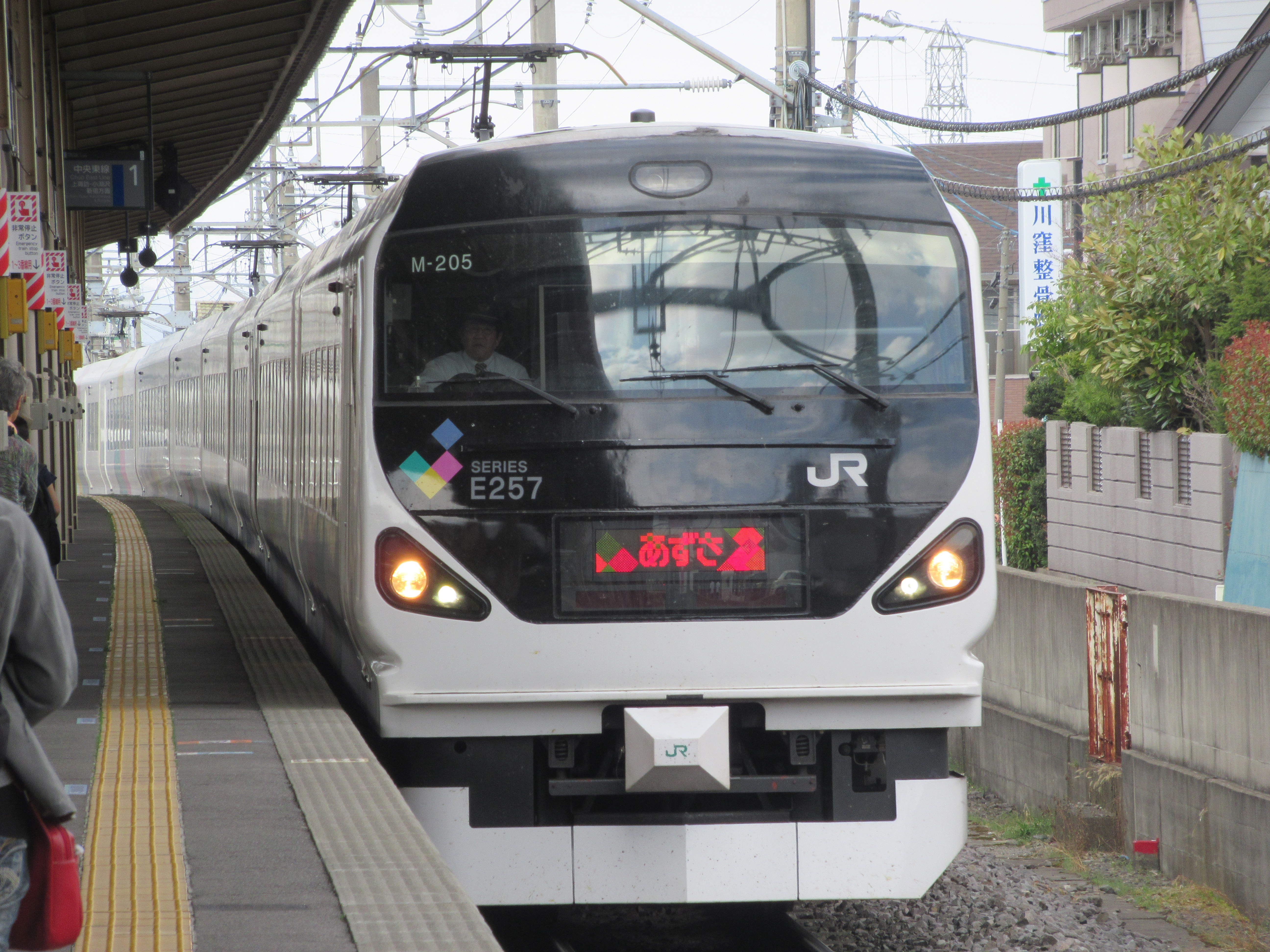
Schnellzug Azusa
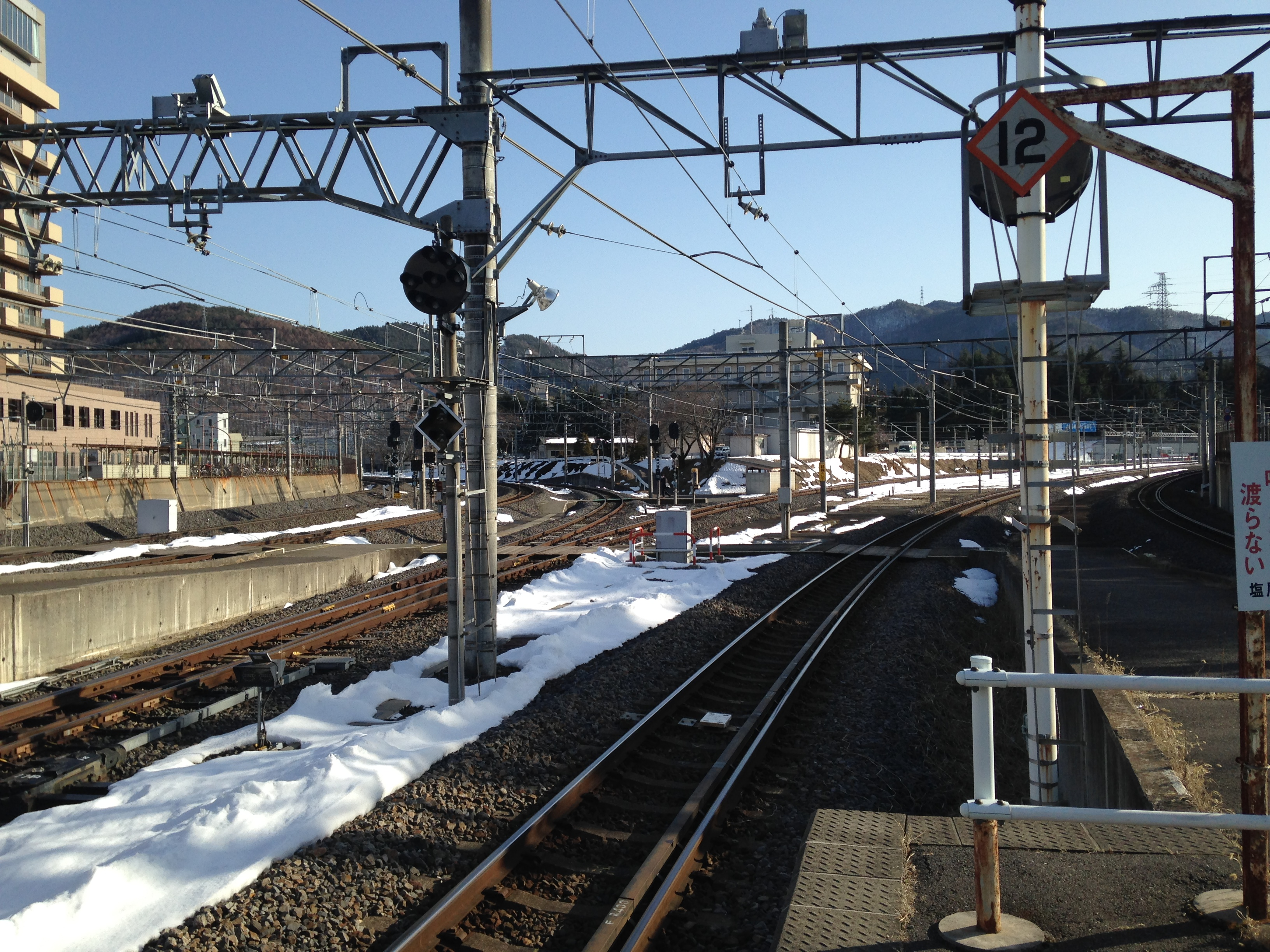
Verzweigung von Chūō-Hauptlinie und Shinonoi-Linie
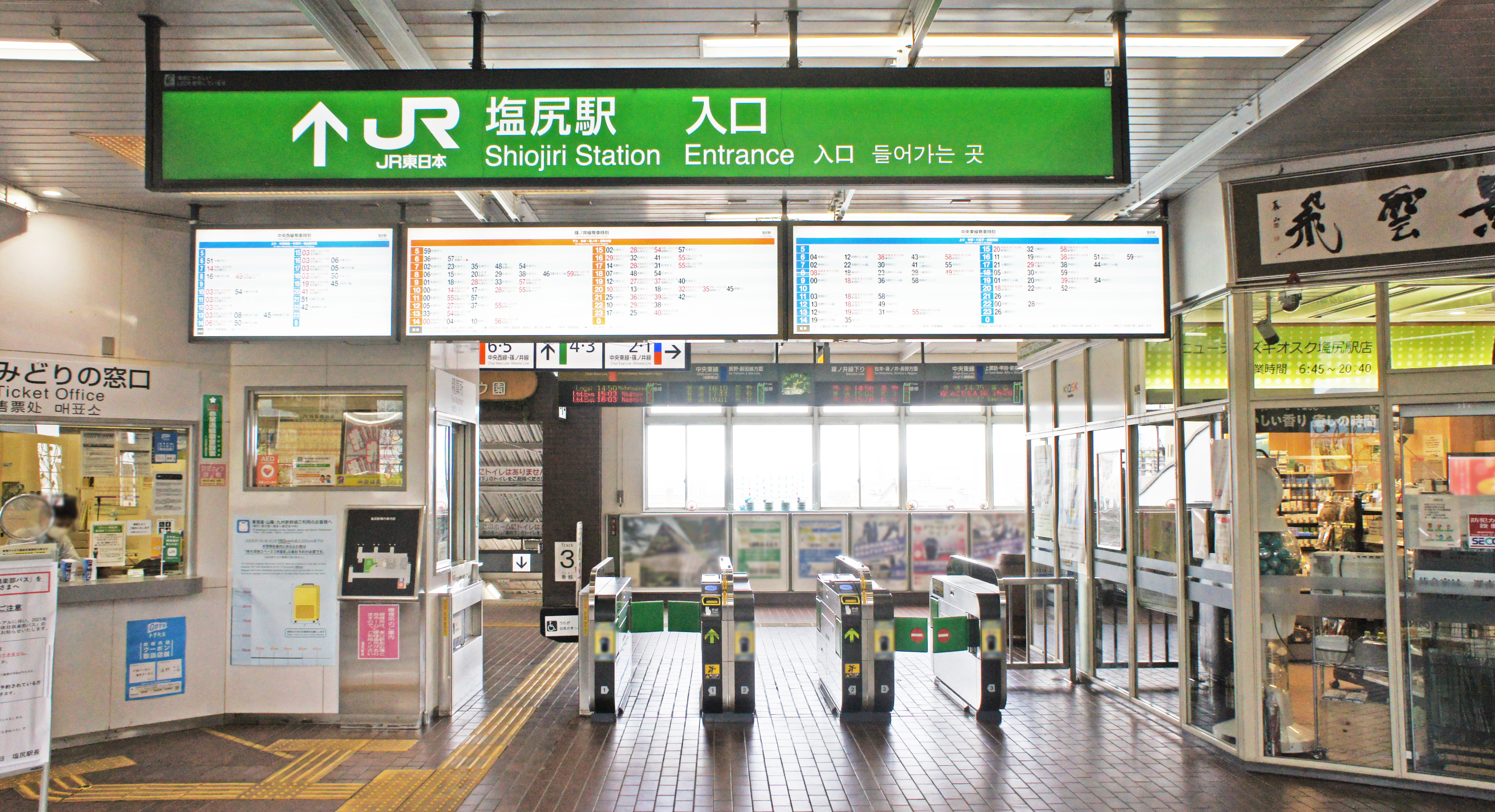
Ticketschalter (Juli 2021)

## Gleise
| 1   | ▉ Chūō-Hauptlinie | Okaya • Kōfu • Takao • Shinjuku • Tokio |
| 2/3 | ▉ Shinonoi-Linie  | Matsumoto • Shinonoi • Nagano           |
| 3   | ▉ Chūō-Hauptlinie | Tatsuno • Okaya                         |
| 4   | ▉ Shinonoi-Linie  | Matsumoto • Shinonoi • Nagano           |
| 4/5 | ▉ Chūō-Hauptlinie | Nakatsugawa • Tajimi • Ōzone • Nagoya   |
| 6   | ▉ Shinonoi-Linie  | Matsumoto • Shinonoi • Nagano           |

## Linien
| Verlauf der Chūō-Hauptlinie |
| --- |
| Takao • Sagamiko • Fujino • Uenohara • Shiotsu • Yanagawa • Torisawa • Saruhashi • Ōtsuki • Hatsukari • Sasago • Kai-Yamato • Katsunuma-budōkyō • Enzan • Higashi-Yamanashi • Yamanashishi • Kasugaichō • Isawa-Onsen • Sakaori • Kōfu • Ryūō • Shiozaki • Nirasaki • Shimpu • Anayama • Hinoharu • Nagasaka • Kobuchizawa • Shinano-Sakai • Fujimi • Suzurannosato • Aoyagi • Chino • Kami-Suwa • Shimo-Suwa • Okaya • Midoriko • Shiojiri • Seba • Hideshio • Niekawa • Kiso-Hirasawa • Narai • Yabuhara • Miyanokoshi • Harano • Kiso-Fukushima • Agematsu • Kuramoto • Suhara • Ōkuwa • Nojiri • Jūnikane • Nagiso • Tadachi • Sakashita • Ochiaigawa • Nakatsugawa • Mino-Sakamoto • Ena • Takenami • Kamado • Mizunami • Tokishi • Tajimi • Kokokei • Jōkōji • Kōzōji • Jinryō • Kasugai • Kachigawa • Shin-Moriyama • Ōzone • Chikusa • Tsurumai • Kanayama • Nagoya Tatsuno-Zweigstrecke: Okaya • Kawagishi • Tatsuno • Shinano-Kawashima • Ono • Shiojiri |

| Verlauf der Shinonoi-Linie |
| --- |
| (Nagano •) Shinonoi • Inariyama • Obasute • Kamuriki • Hijiri-Kōgen • Sakakita • Nishijō • Akashina • Tazawa • Matsumoto • Minami-Matsumoto • Hirata • Murai • Hirooka • Shiojiri |

## Geschichte

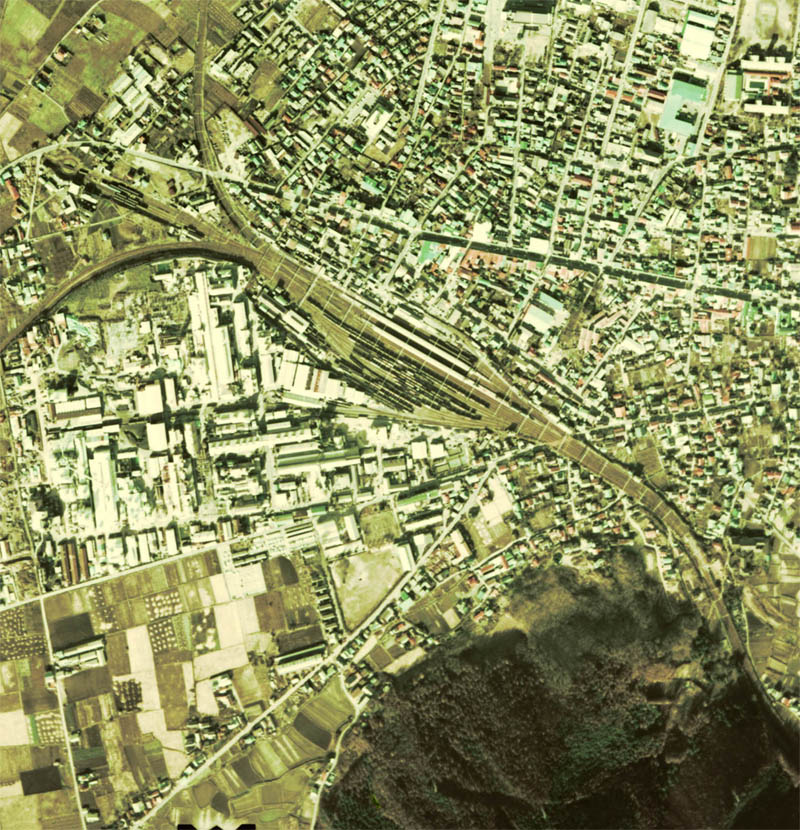
Luftansicht (1975)

Das staatliche Eisenbahnamt (das spätere Eisenbahnministerium) eröffnete den Bahnhof am 15. Dezember 1902, zusammen mit dem von Matsumoto bis hierhin führenden Abschnitt der Shinonoi-Linie. Am 11. Juni 1906 folgte das Teilstück der Chūō-Hauptlinie von Shiojiri über Tatsuno nach Okaya, womit nun eine direkte Verbindung in Richtung Tokio zur Verfügung stand. Shiojiri wandelte sich zu einem Trennungsbahnhof, als der westliche Teil der Chūō-Hauptlinie ab 1. Dezember 1909 bis nach Narai reichte. 1911 war schließlich die zweite durchgehende Schienenverbindung zwischen den Metropolen Tokio und Nagoya vollendet. Seitdem ist der Bahnhof Shiojiri ein bedeutender Verkehrsknotenpunkt.
Jahrzehntelang war die Chūō-Hauptlinie als Alternativroute zur Tōkaidō-Hauptlinie eine wichtige Verbindung im Ost-West-Fernverkehr, doch nach der Eröffnung der weiter südlich gelegenen Schnellfahrstrecke Tōkaidō-Shinkansen begannen sich die Verkehrsströme zu verlagern und die Zahl der durchgehenden Zugläufe zwischen Tokio und Nagoya nahm kontinuierlich ab. Hingegen stieg die Bedeutung der Süd-Nord-Verbindung von Nagoya durch die Japanischen Alpen in Richtung Nagano. Züge zwischen diesen beiden Städten mussten in Shiojiri jedoch eine Spitzkehre machen. Ende der 1970er Jahre begann die Japanische Staatsbahn deshalb, den Bahnhof von der Chūō-Hauptlinie um rund einen halben Kilometer nach Nordwesten zu verlegen und an der Shinonoi-Linie einen Neubau zu errichten. Dieser ging am 17. Mai 1982 in Betrieb, zusammen mit einem Gleisdreieck südlich davon.
Der alte Bahnhof wurde abgebrochen, während die dortigen Gleisanlagen seither dem Abstellen von Zügen dienen. Am 5. Juli 1983 eröffnete die Staatsbahn nach 14 Jahren Bauzeit eine direkte Route von Shiojiri durch den neuen Enrei-Tunnel nach Okaya. Dadurch konnte im Fern- und Güterverkehr der 16 km lange Umweg über Tatsuno entfallen und die Fahrtzeit in Richtung Tokio verkürzte sich um 26 Minuten. Die alte Streckenführung blieb erhalten und dient seither dem Regionalverkehr. Im Rahmen der Staatsbahnprivatisierung ging der Bahnhof am 1. April 1987 in den Besitz der neuen Bahngesellschaft JR East über, während JR Freight den Güterverkehr übernahm.

## Bahnhofwein

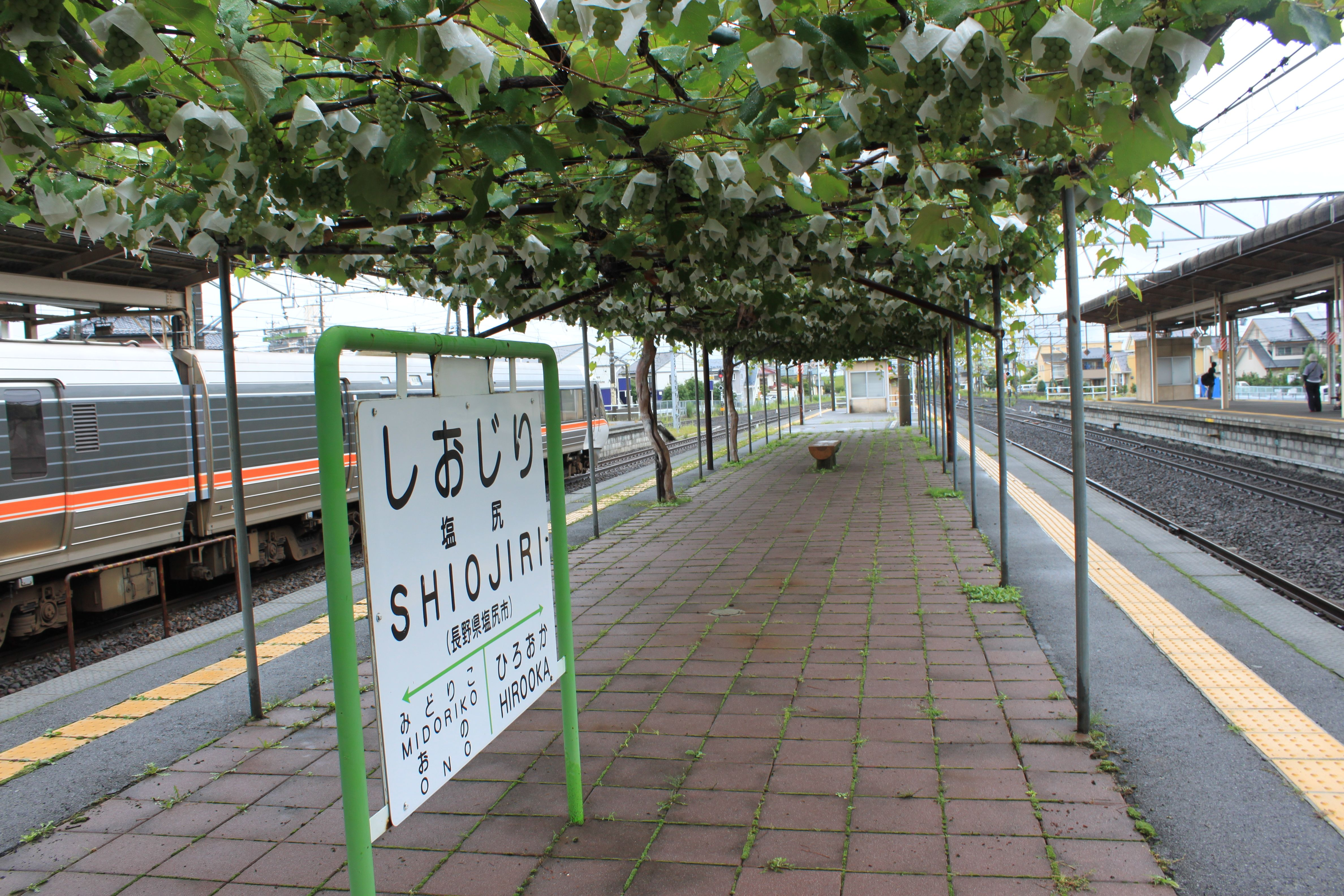
Bahnhof-Weinreben

Die Gegend rund um Shiojiri gehört zur Region Shinshū, einem der führenden Weinbaugebiete Japans. Um die Weinbaukultur zu fördern, errichtete der örtliche Tourismusverband im Jahr 1988 am nördlichen Ende des mittleren Bahnsteigs (Gleise 3/4) ein Weinspalier. Lokale Winzer und Bahnangestellte pflegen Weinreben der Rotweinsorte Merlot und der Weißweinsorte Niagara, während freiwillige Helfer lernen, wie man die Reben düngt, bindet und beschneidet. 
Die geernteten Trauben verteilte man zunächst an Besucher oder stellte sie einer Oberschule für den Weinbau-Unterricht zur Verfügung. Seit 2020 werden die Merlot-Trauben von einer Kellerei vergoren, abgefüllt und verkauft. Ein Teil des Weins wird in Holzfässern aus Mizunara-Eiche gereift, die gewöhnlich der Lagerung von japanischem Whisky dienen.